# Lycaenidae
Lycénidés
Famille
Les Lycaenidae (lycénidés en français) sont une famille de lépidoptères de la super-famille des Papilionoidea, regroupant environ 5 200 espèces dans le monde, dont une centaine en Europe.
Leurs imagos sont d'assez petite taille et présentent généralement un dimorphisme sexuel important.

## Noms vernaculaires
Beaucoup d'espèces de Lycaenidae disposent de noms vernaculaires spécifiques.
Plus largement, on désigne comme « lycène » tout représentant de la famille, et on parle de « thècles » (ou « théclas ») pour certaines espèces de la sous-famille des Theclinae, de « cuivrés » et d'« azurés » pour certaines espèces des sous-familles des Lycaeninae et Polyommatinae, et d'« argus » pour les espèces dont le revers est ponctué de taches sombres.

## Systématique
La famille des Lycaenidae a été décrite par l'entomologiste William Elford Leach en 1815.

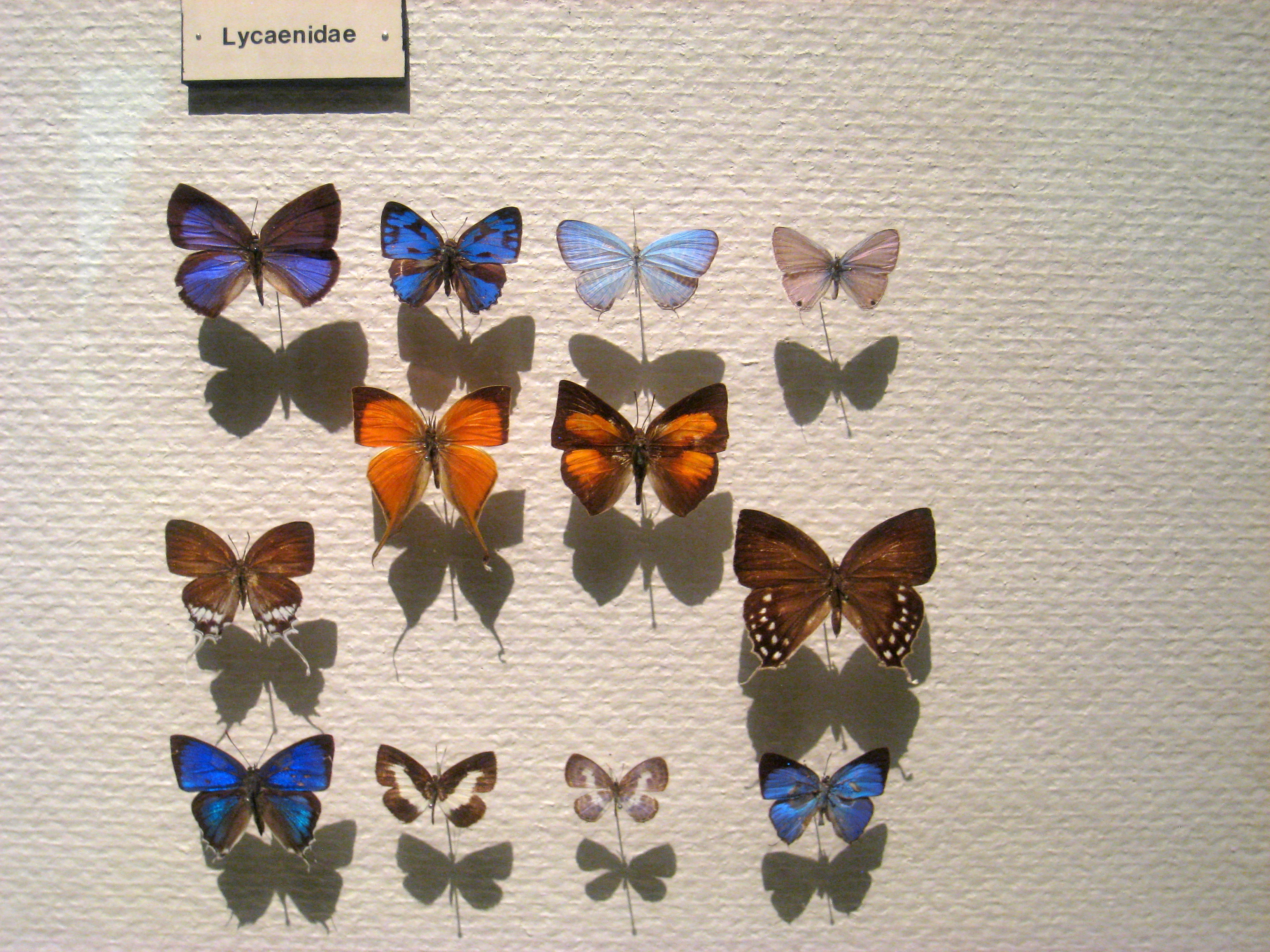
Lycaenidae, Muséum d'Histoire Naturelle d'Oslo, Norvège

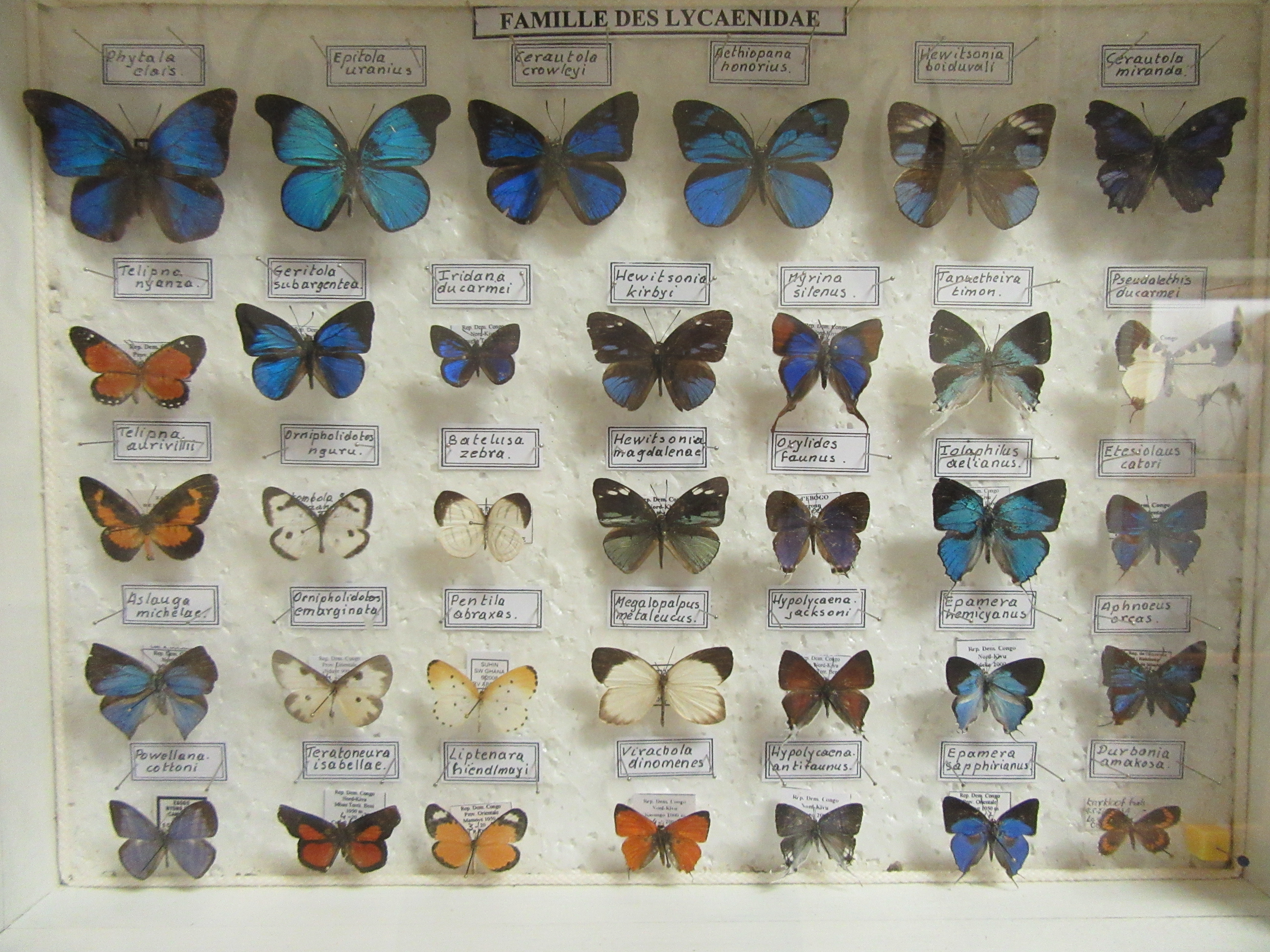
Lycaenidae, Musée africain de Namur, Belgique

Elle est actuellement subdivisée en sept sous-familles :
- Aphnaeinae
- Curetinae
- Lycaeninae
- Miletinae
- Polyommatinae
- Poritiinae
- Theclinae

La subdivision de cette famille en taxons de rang inférieur est encore loin d'être claire.
Les études phylogénétiques effectuées jusqu'à présent sont, pour l'heure, orientatives et l'élaboration d'une classification détaillée de cette famille n'est pas encore possible.
Les études déjà réalisées reconnaissent l'existence des sous-familles suivantes :

### Curetinae
La sous-famille des Curetinae comprend un unique genre, Curetis Hübner, 1819, présent dans le sud-est asiatique. Les chenilles possèdent un organe défensif unique en son genre, constitué de deux tubercules abdominaux desquels émergent, en cas de danger, des flagelles munis de rosettes de soies. Les chenilles s'alimentent de légumineuses.

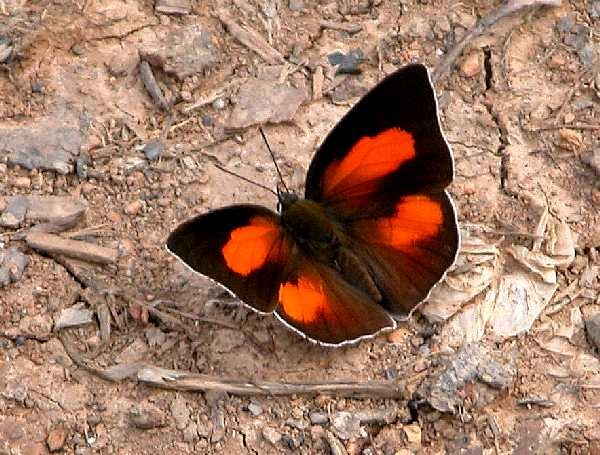
Curetis bulis (Inde).
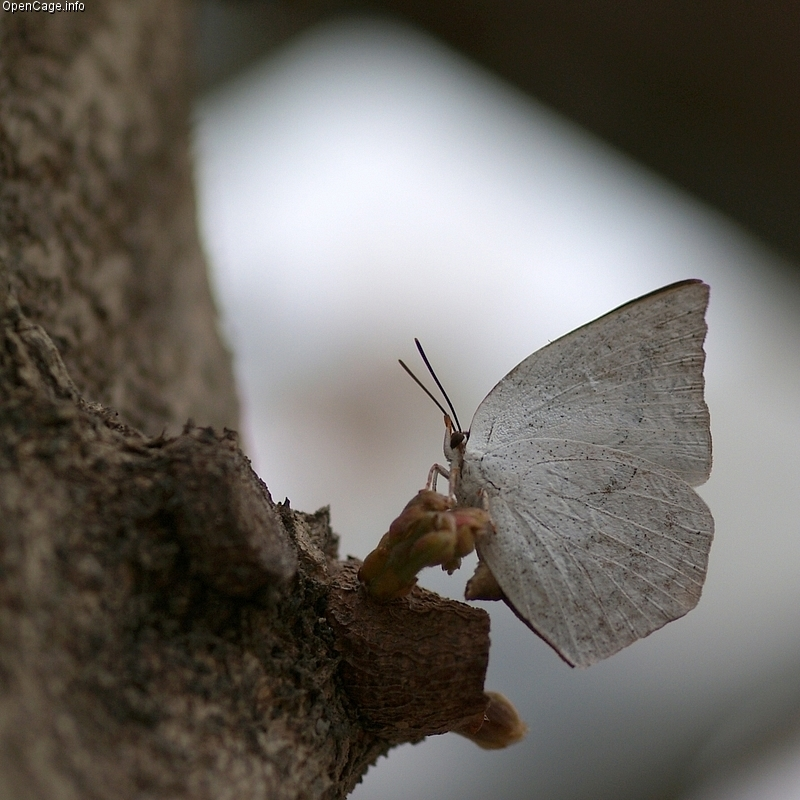
Curetis acuta (Japon).
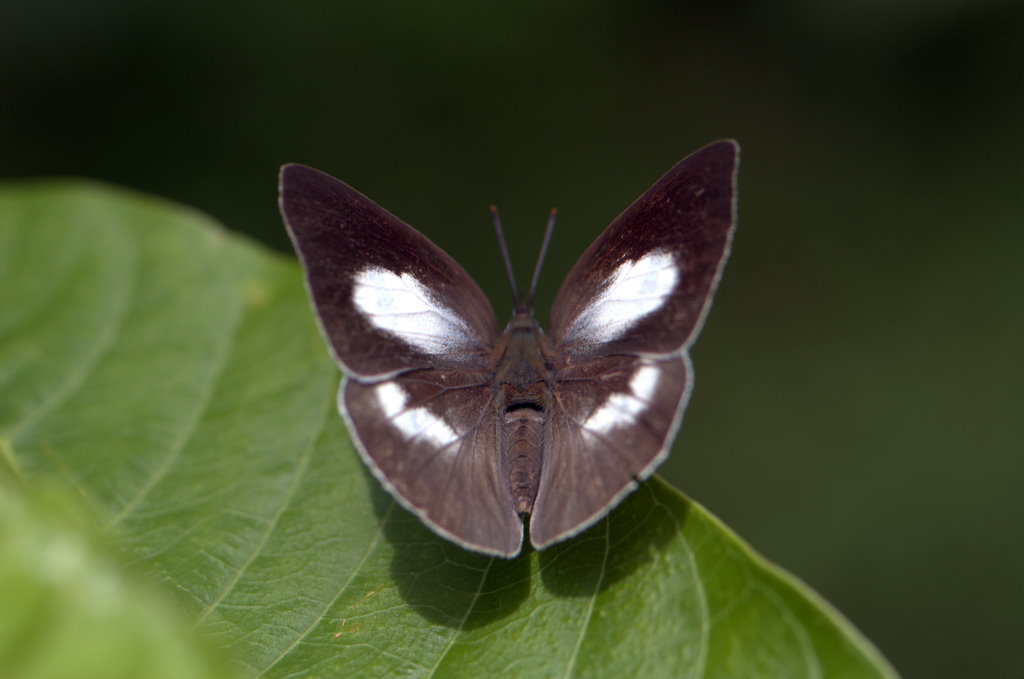
Curetis acuta (Inde).

### Poritiinae
Cette sous-famille d'environ 550 espèces est constituée par une tribu africaine (Leptinini) ainsi qu'une petite tribu asiatique (Poritiini). La morphologie des organes génitaux mâles est le caractère commun de ce groupe. Les chenilles de deux sous-familles africaines s'alimentent de lichens.

### Miletinae
Sous-famille avec des représentants en Afrique et le Sud-Est Asiatique. Il existe également une unique espèce en Amérique du Nord (Feniseca tarquinius). Les chenilles sont carnivores et dévorent les Homoptères qui vivent en association avec les fourmis. Elles ne possèdent pas de glandes abdominales et ne maintiennent aucune relation avec les fourmis, qu'elles parviennent à tromper en recourant au camouflage chimique, leur cuticule ayant la même composition que celle des Homoptères. Il s'agit de petits papillons délicats dont les ailes ont une couleur de fond claire et sont parsemées de taches ou de rayures brunes.
Les Miletinae se répartissent en tribus, dont les Liphyrini et les Miletini.

### Lycaeninae
Papillons de couleur rouge-orangée à brune, avec la face supérieure des ailes des mâles caractérisée par son éclat cuivré (d'où le nom qui leur est donné en français). Les femelles possèdent souvent sur cette face des petites taches noires bien visibles. La dernière nervure radiale de l'aile antérieure se divise en deux et prend naissance dans l'angle supérieur de la cellule. La présence, sur la face inférieure des ailes antérieures, de deux taches noires dans la cellule est également une caractéristique de ce groupe. Les chenilles sont presque cylindriques et ne possèdent pas de glandes abdominales sur leur dos.

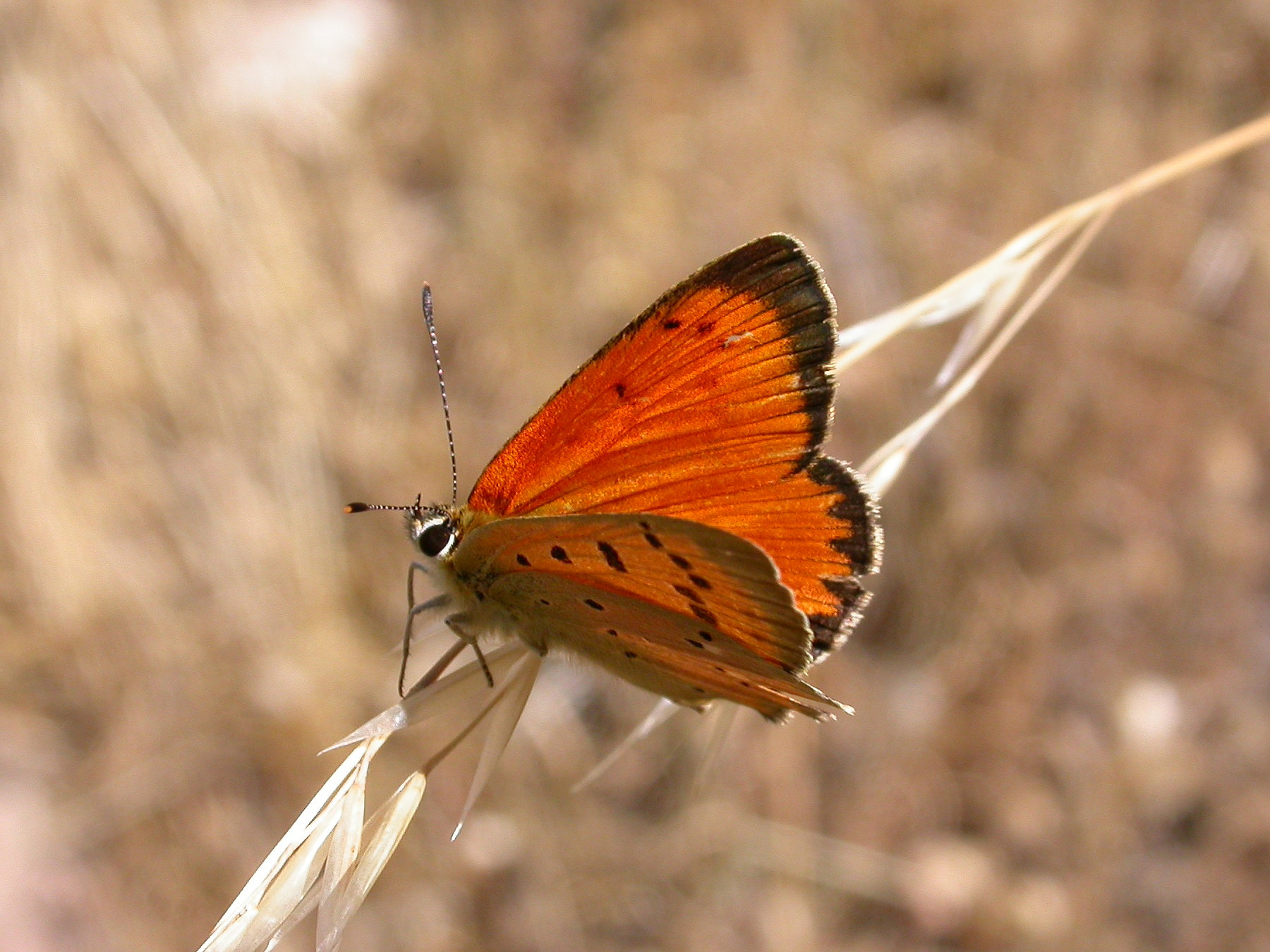
Lycaena virgaureae (Espagne).
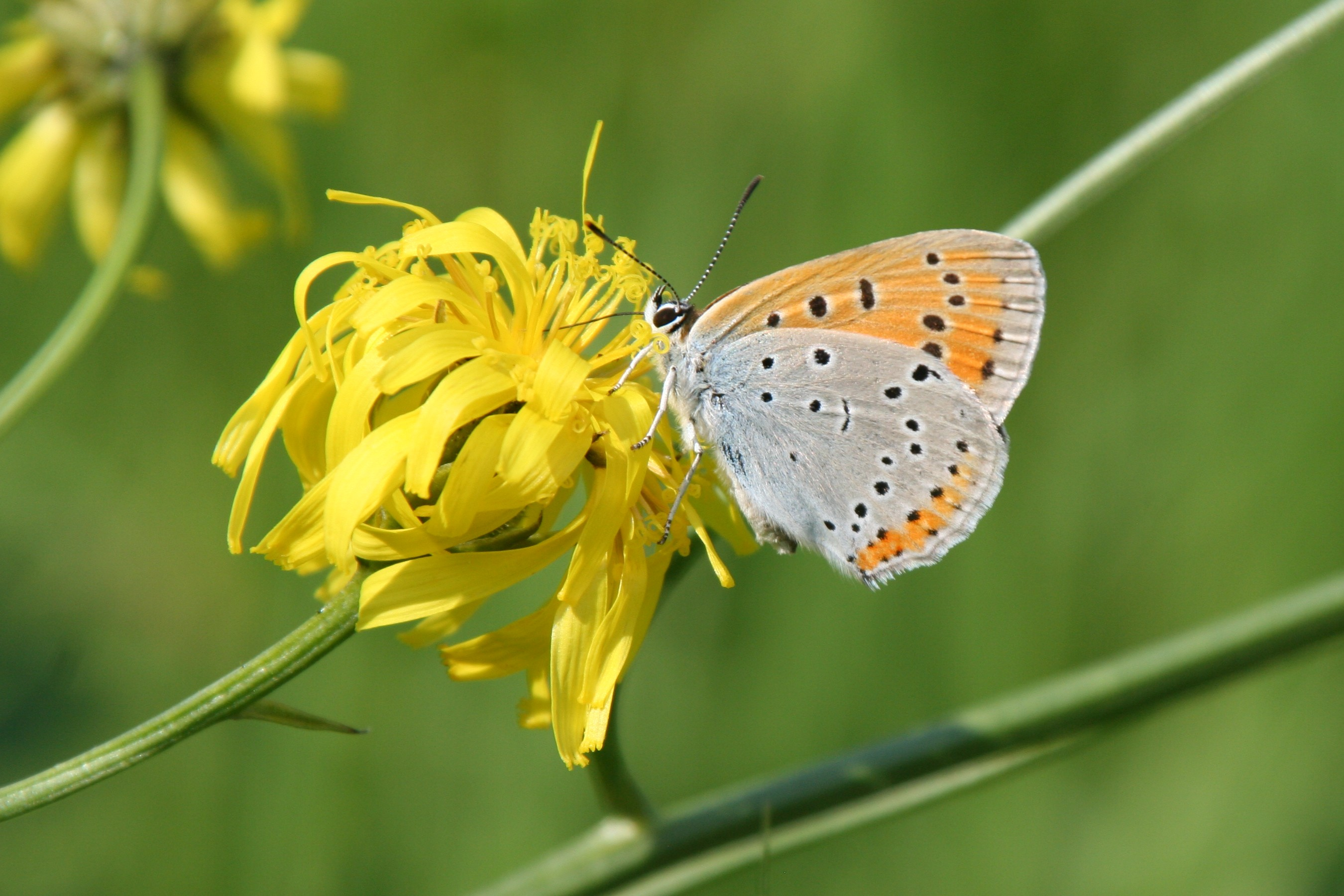
Lycaena dispar (Allemagne).
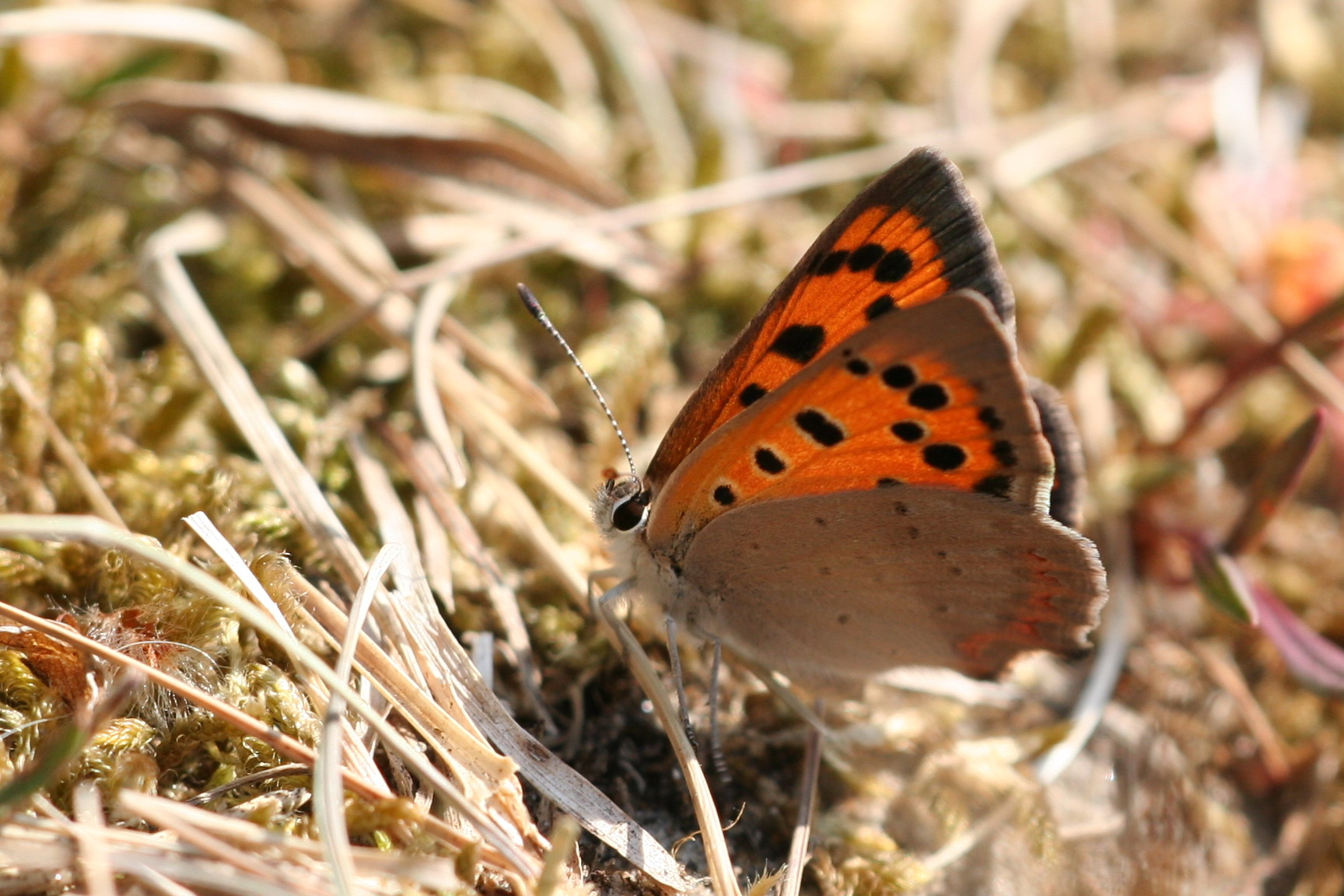
Lycaena phlaeas (Pays-Bas).

Les Lycaeninae sont divisés en plusieurs genres, le seul présent en Europe étant Lycaena (comportant par exemple le Cuivré des marais, espèce protégée).

### Polyommatinae
Les Polyommatinae sont petits et délicats, possèdent un corps fragile, avec la face supérieure des ailes souvent d'une couleur bleutée (surtout les mâles). L'ultime nervure radiale est divisée en deux branches et prend naissance juste au-dessous de l'angle supérieur de la cellule.

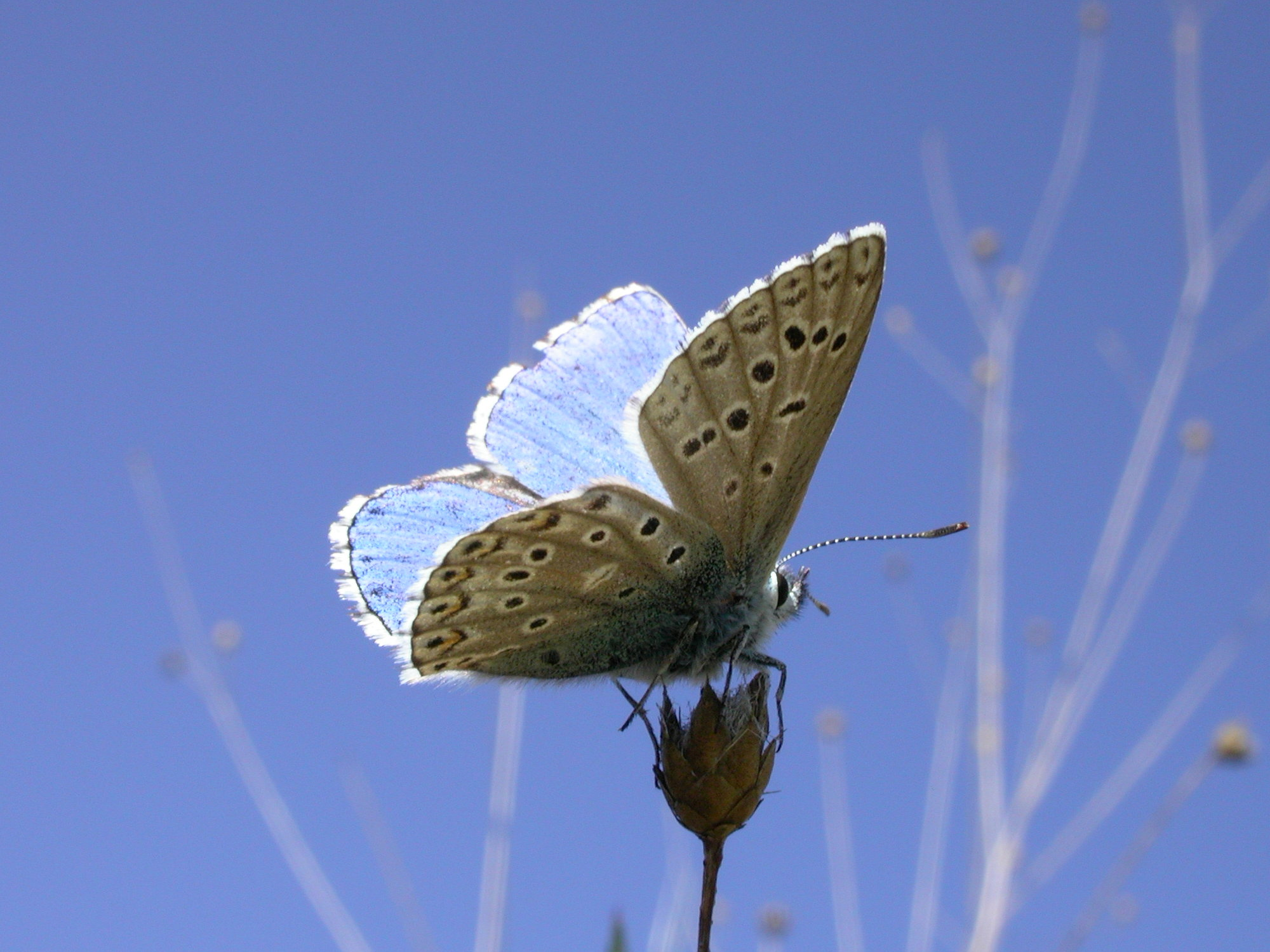
Lysandra bellargus (Espagne).
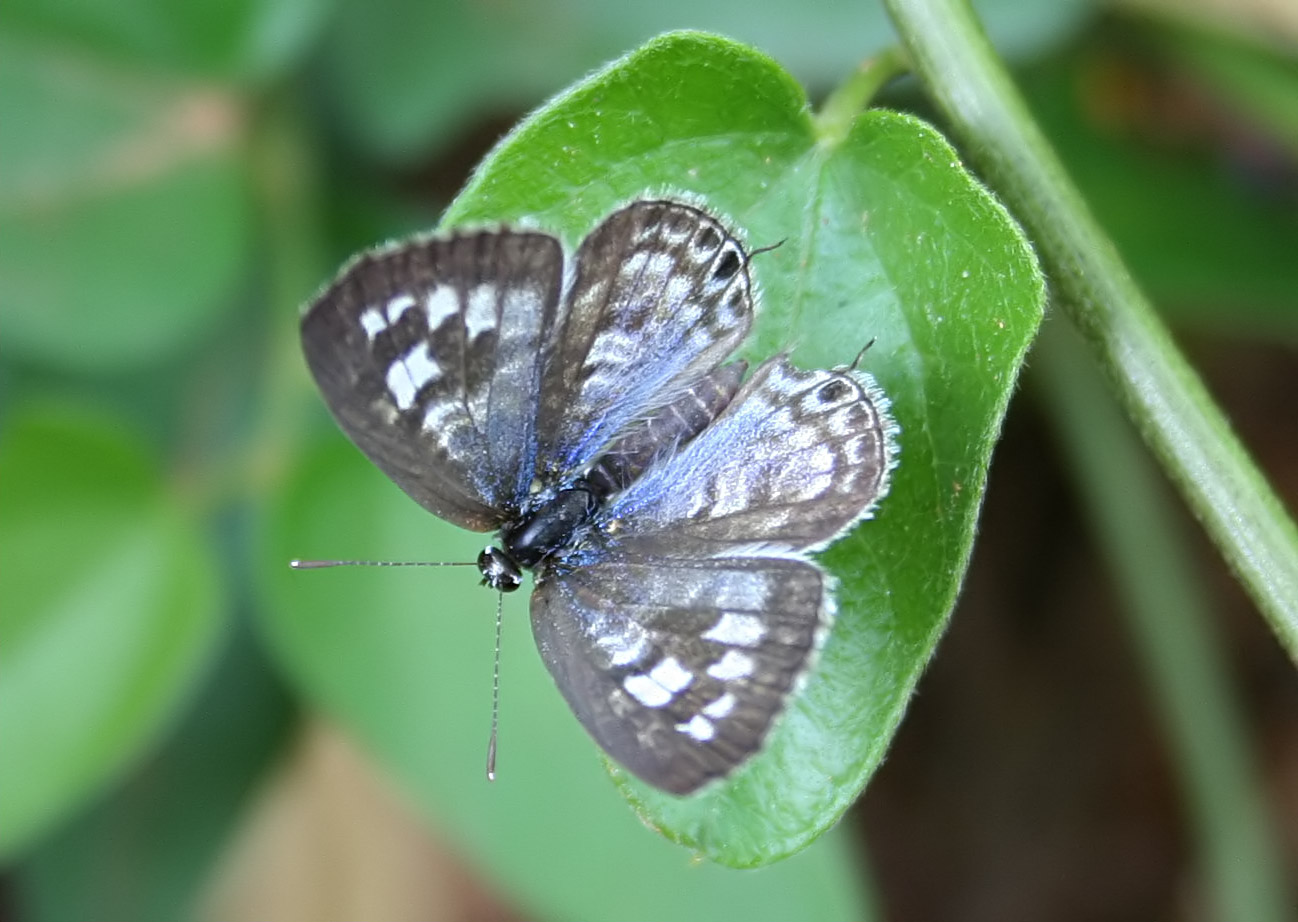
Tarucus plinius (Inde).
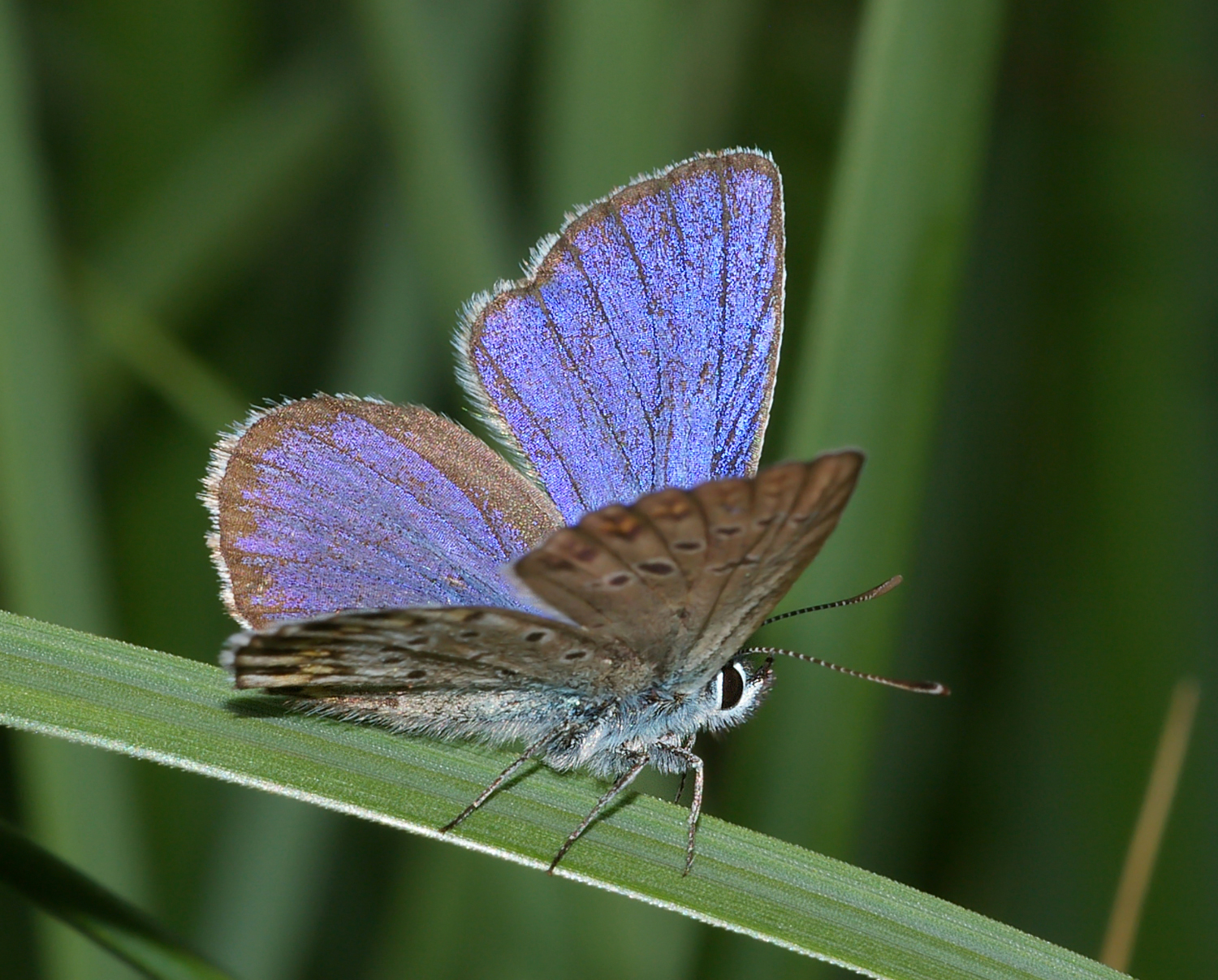
Plebejus argus (Allemagne).

Les genres sont très nombreux suivant certaines nomenclatures, et les répartitions parfois confuses.
En Europe se rencontrent des Agriades (dont Agriades pyrenaica l'Azuré de l'androsace), des Aricia (dont Aricia agestis le Collier-de-corail), un Celastrina (Celastrina argiolus l'Azuré des nerpruns), un Freyeria (Freyeria trochylus l'Azuré de l'héliotrope), des Cupido (dont Cupido minimus l'Argus frêle), deux Glaucopsyche (dont Glaucopsyche alexis l'Azuré des cytises), un Iolana (Iolana iolas, l'Azuré du baguenaudier), un Lampides (Lampides boeticus l'azuré porte-queue), un Leptotes (Leptotes pirithous l'Azuré de la luzerne), des Phengaris (dont Phengaris arion l'Azuré du serpolet), des Plebejus (dont Plebejus argus l'Azuré de l'ajonc), de nombreux Polyommatus, des Pseudophilotes (dont Pseudophilotes bavius l'Azuré de la sauge), des Scolitantides (dont Scolitantides orion l'Azuré des orpins), un Tarucus ( Tarucus theophrastus l'Azuré du jujubier) et un Zizeeria (Zizeeria knysna l'Azuré de la surelle).
En Afrique-du-Nord sont présents un Azanus, un Celastrina (Celastrina argiolus l'Azuré des nerpruns), un Cupido (Cupido lorquinii), un Iolana (Iolana iolas ou Iolana debilitata l'Azuré d'Oranie), un Lampides (Lampides boeticus l'azuré porte-queue), un Leptotes (Leptotes pirithous l'Azuré de la luzerne), des Plebejus (dont Kretania martini l'Azuré lavandin), plusieurs Polyommatus dont Polyommatus atlantica et plusieurs Tarucus.

### Theclinae
Les Theclinae sont des papillons généralement gris sombre ou bruns. La face inférieure des ailes est souvent parcourue (tout au moins dans les espèces européennes) par de fines bandes blanches. Les ailes postérieures possèdent souvent des petites taches rouges submarginales et sont souvent prolongées par deux ou trois petites queues filamenteuses qui atteignent parfois des dimensions importantes. La nervure radiale de l'aile antérieure ne se divise qu'en trois branches, la dernière d'entre elles étant indivise.

Loxura atymnus
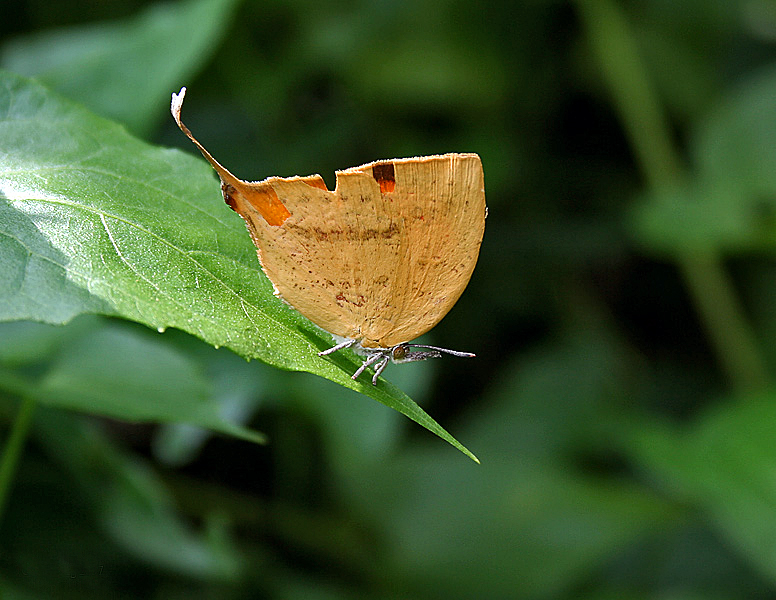
En Inde.
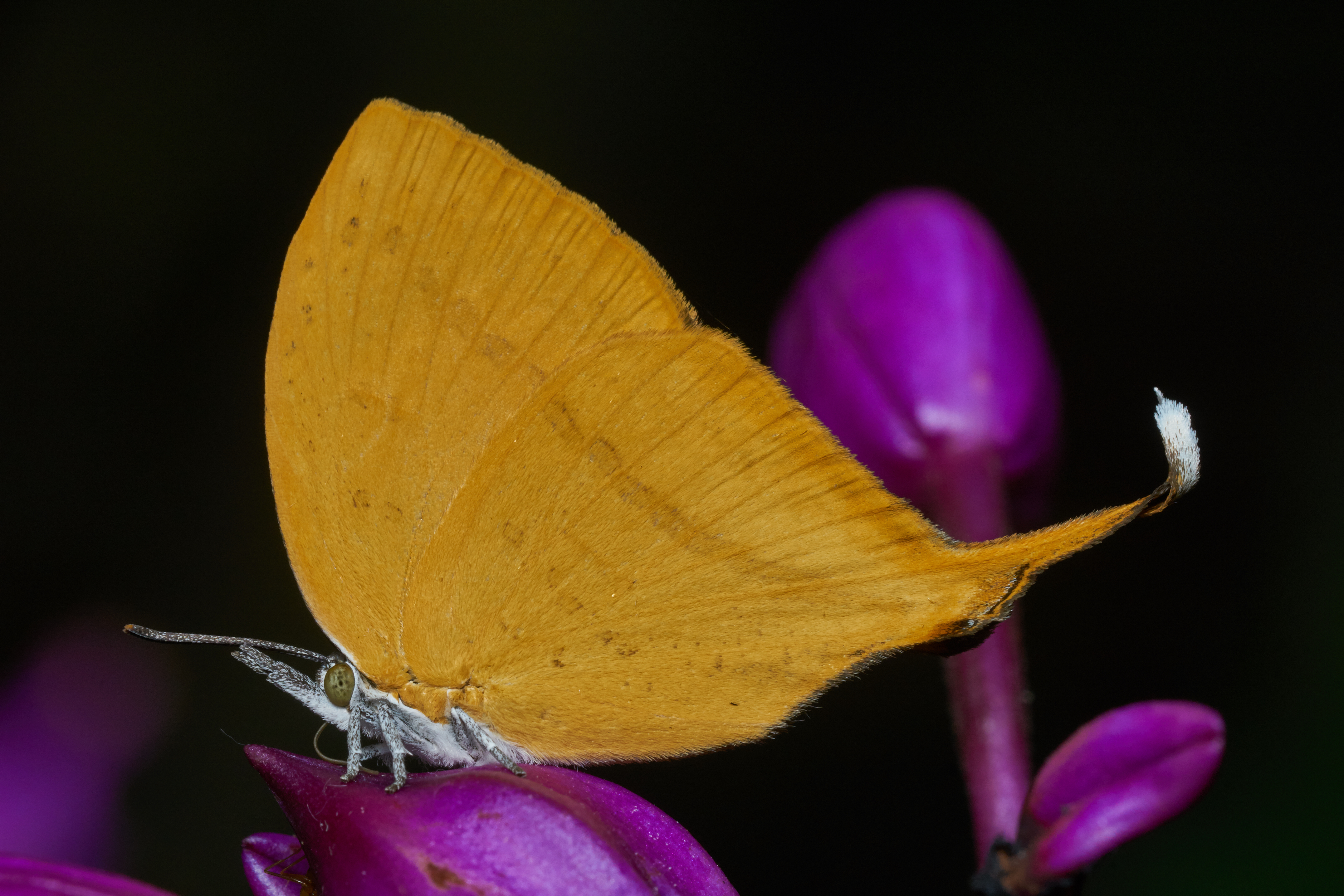
En Asie.
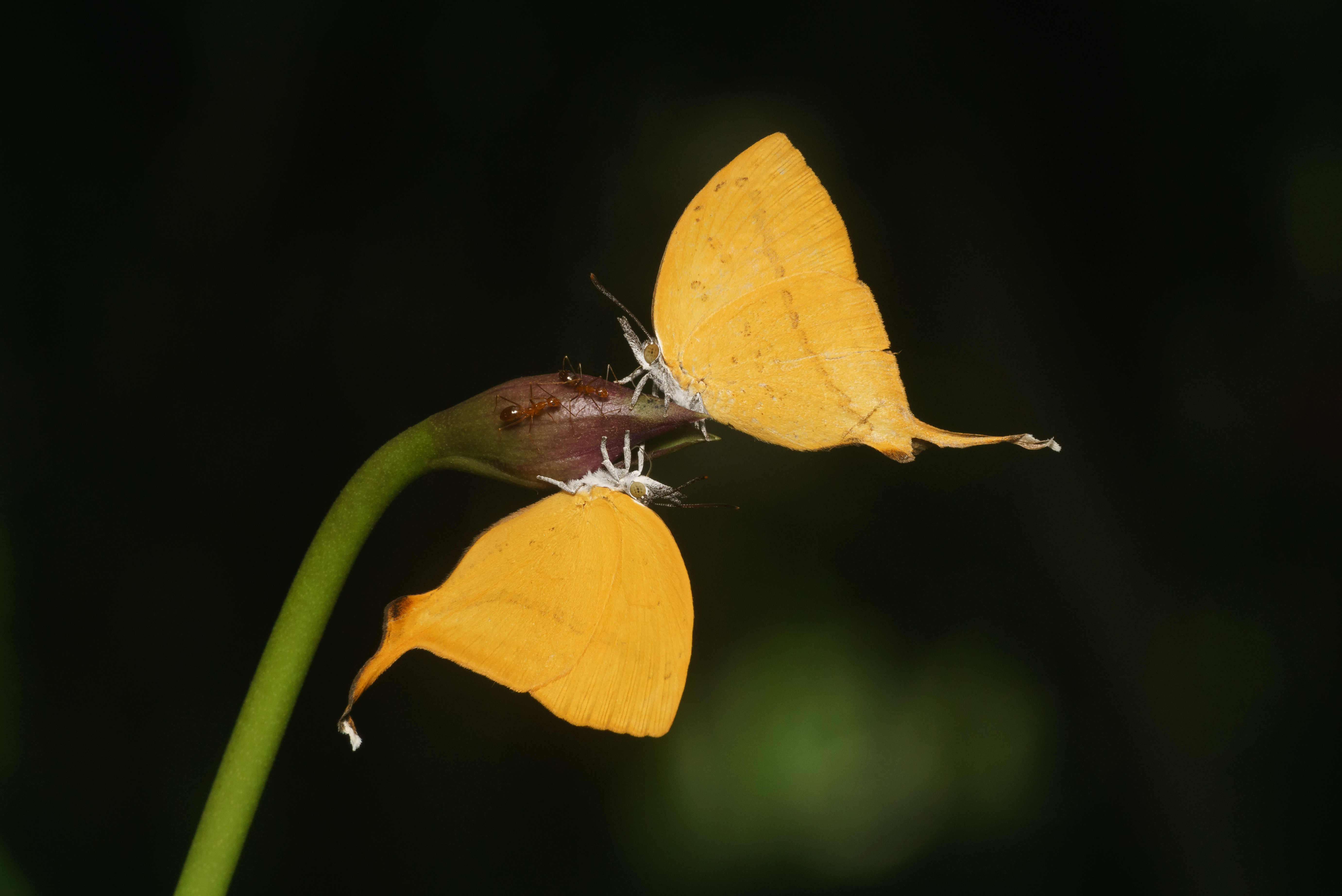
En Inde.

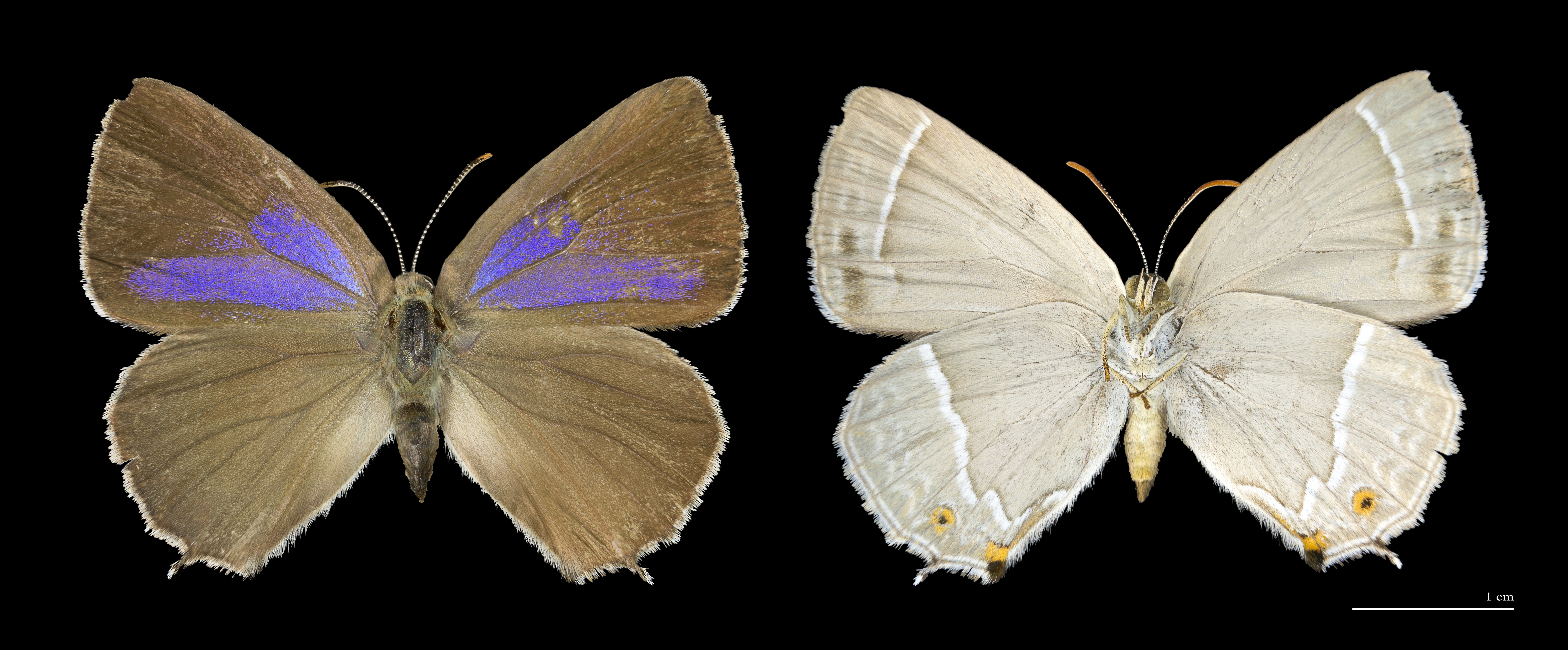
Thécla du chêne, Muséum de Toulouse.
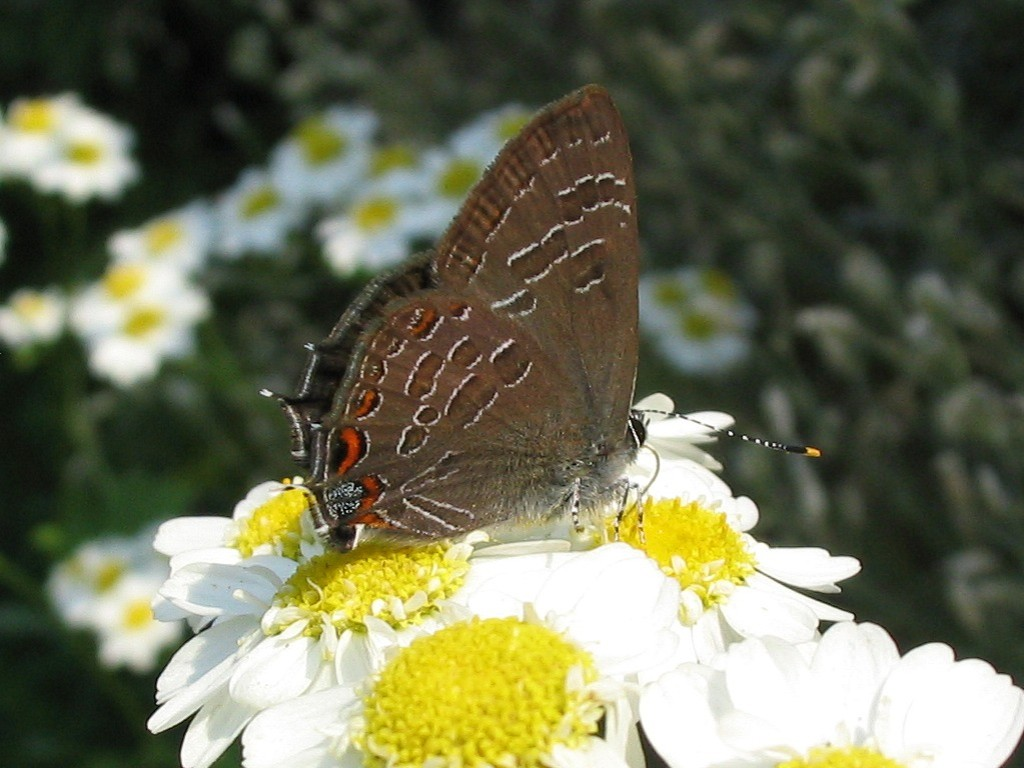
Satyrium liparops (Canada).
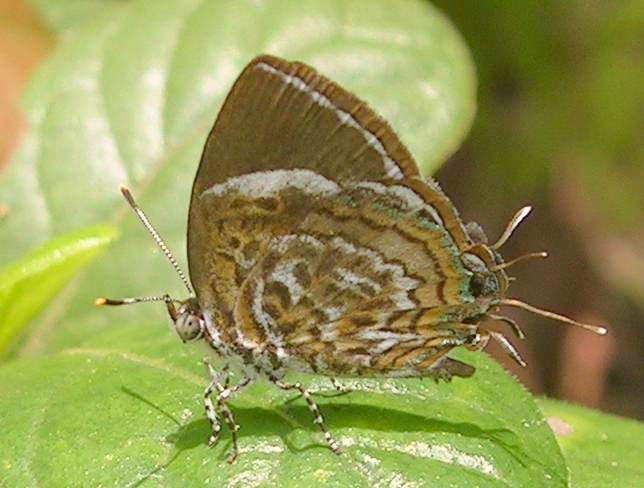
Rathinda amor (Inde).

En Europe se rencontrent des Callophrys (dont Callophrys rubi, l'Argus vert), des Laeosopis (dont Laeosopis roboris, le Thècle du frêne), un Neozephyrus (Neozephyrus quercus, le Thècle du chêne).

### Aphnaeinae
La sous-famille des Aphnaeinae, qui était auparavant considérée comme une tribu dans les Theclinae, est composé d'une majorité d'espèces vivant dans les zones sèches et semi-désertiques d'Afrique et d'Asie. Elles montrent, sur la face inférieure de leurs ailes postérieures, des taches argentées brillantes ou des ocelles bien visibles. Les ailes postérieures sont prolongées par des petites queues qui, chez certaines espèces, peuvent être très développées et imitent parfois la forme des antennes. Les chenilles maintiennent une relation de commensalisme avec les fourmis du genre Crematogaster. 20 genres / 125 espèces.

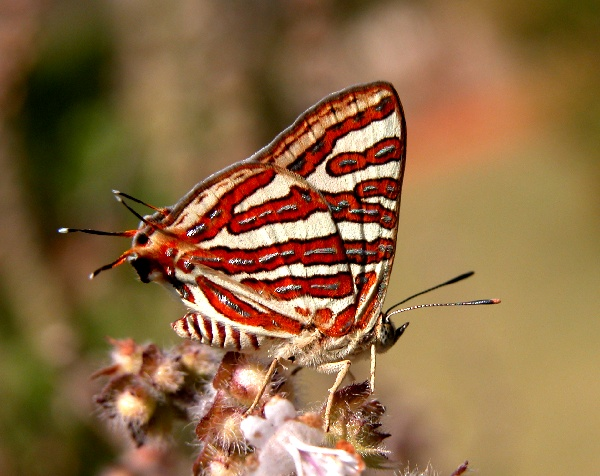
Spindasis vulcanus (Inde).
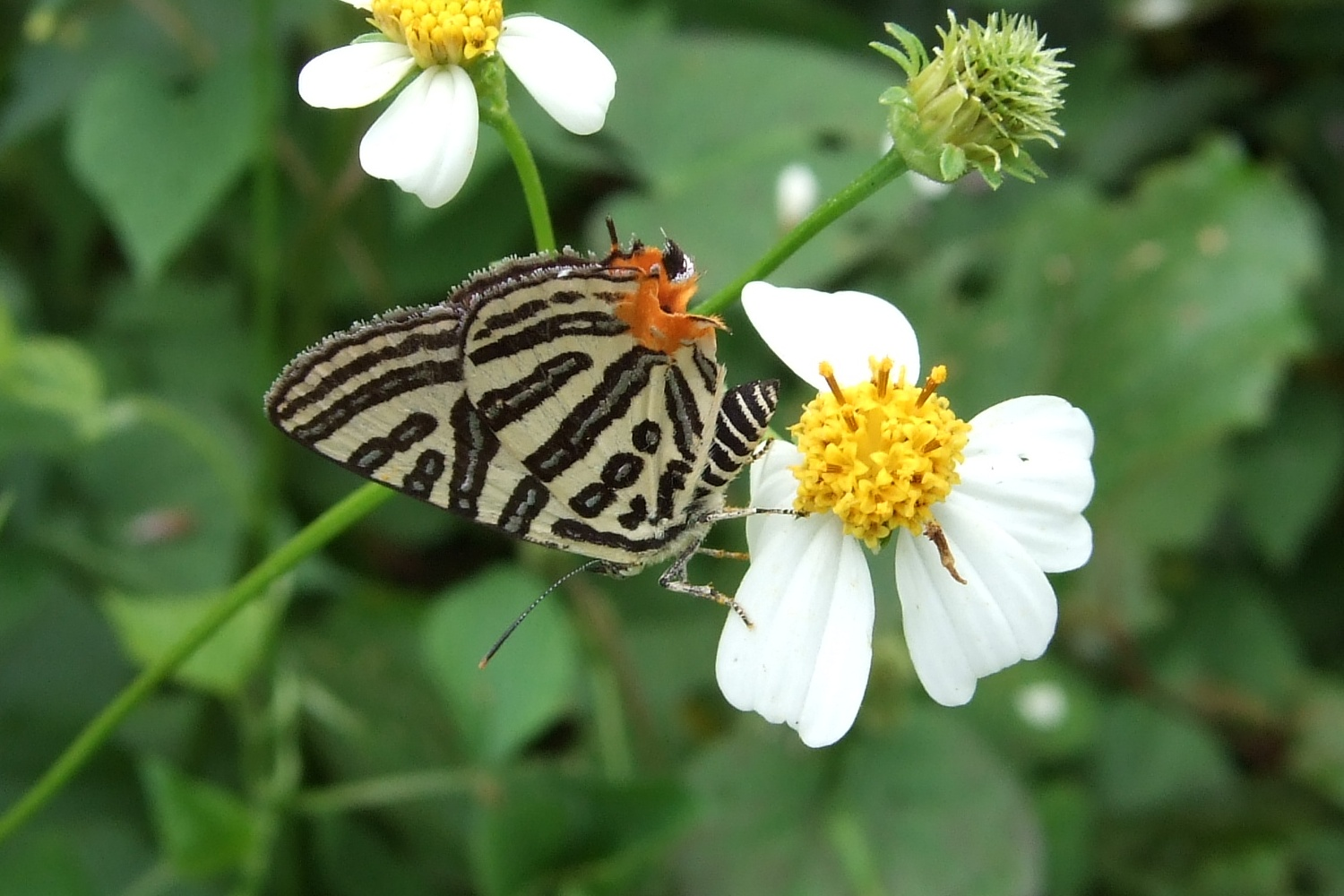
Spindasis syama (Taïwan).
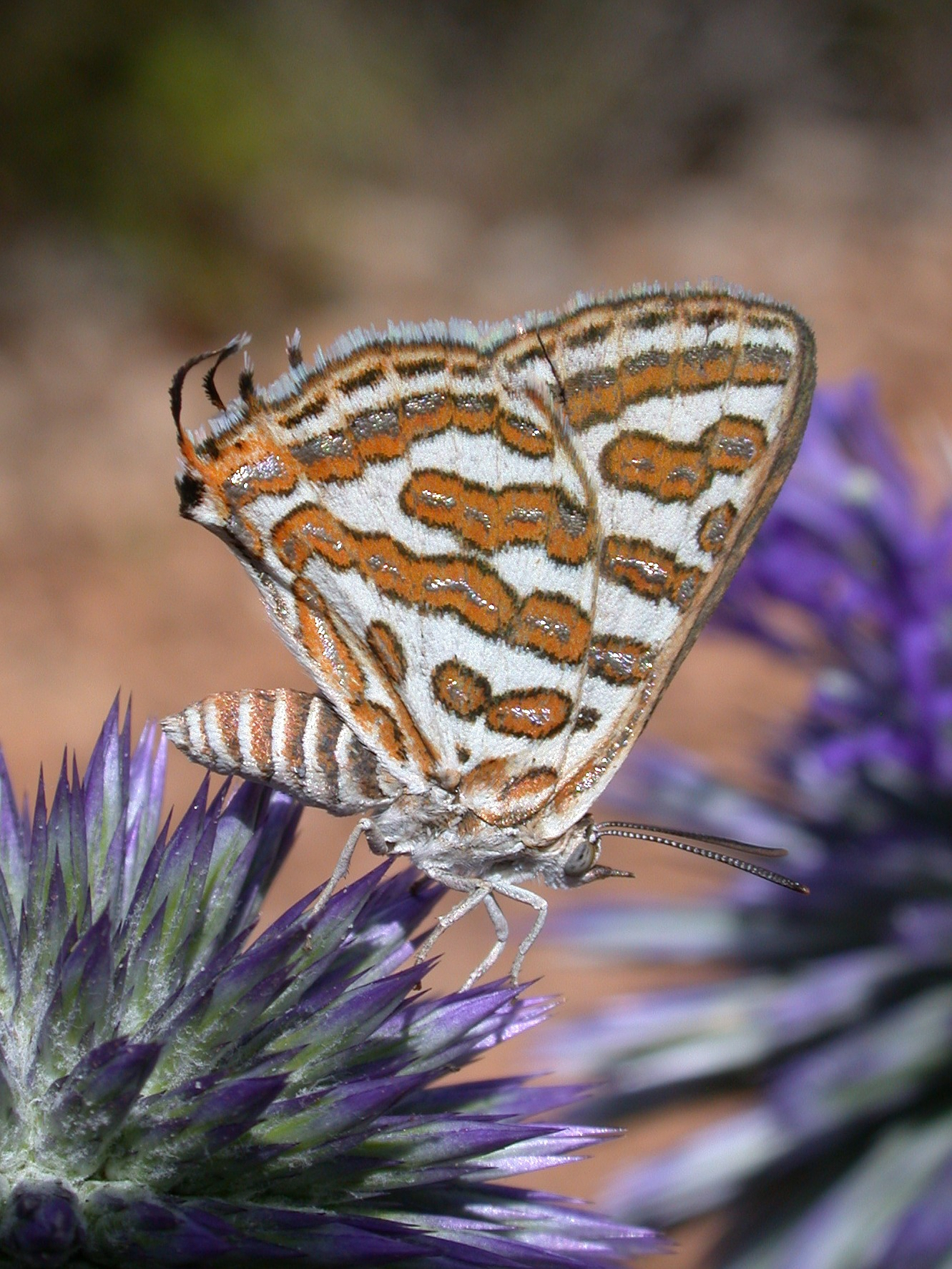
Apharitis acamas (Israël).

## Morphologie
Leurs principales caractéristiques sont les suivantes :
- la taille des imagos est assez petite par rapport à d'autres familles de rhopalocères ;
- la face supérieure des ailes montre souvent des couleurs brillantes, dues à la présence d'écailles iridescentes. La face inférieure, quant à elle, a une couleur terne, cryptique, et est souvent parsemée de petites taches noires ;
- il existe chez beaucoup d'entre eux un fort dimorphisme sexuel, le mâle étant vivement coloré et la femelle brune.
- les différences entre les espèces de couleur et d'ornementation sont difficiles à décrire hors comparaison par dessin ou photo.
- les pattes antérieures des mâles sont réduites à un unique segment tarsal, sans griffes tarsales ;
- les antennes possèdent généralement un dernier segment de couleur claire ;
- les yeux sont fréquemment entourés par une lignée d'écailles blanches ;
- la veine humérale (=précostale) est absente des ailes postérieures ;
- les chenilles sont courtes et aplaties, ressemblant souvent à des petites limaces[1]. Elles sont, très fréquemment, myrmécophiles[2], les glandes abdominales qu'elles ont sur le dos sécrétant un miellat très apprécié par les fourmis ;
- la majorité des espèces tropicales et subtropicales possèdent une petite queue filamenteuse prolongeant les ailes postérieures.

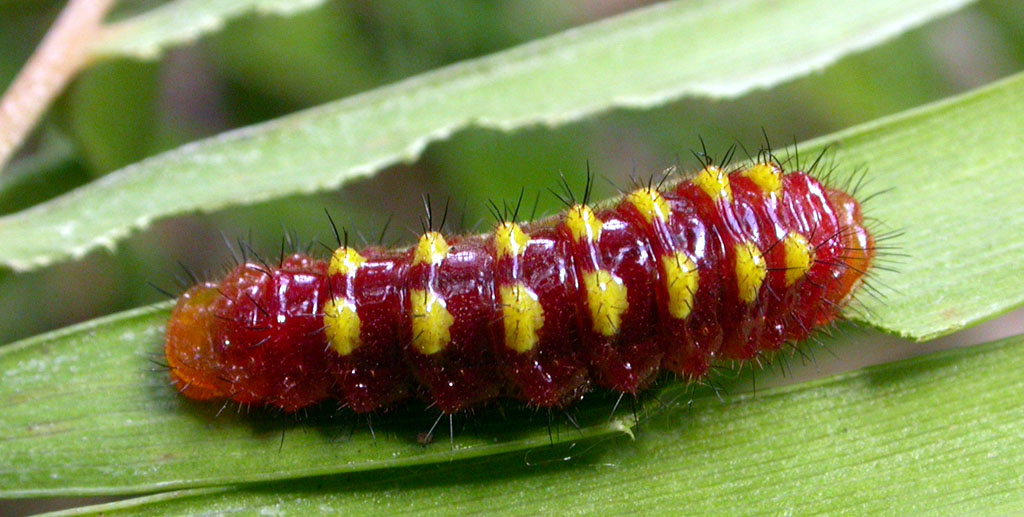
chenille d'Atala (Eumaeus atala).

## Espèces protégées
Convention de Berne
- Polyommatus galloi
- Polyommatus golgus
- Polyommatus humedasae[3]

Directive habitats de la Communauté européenne du 21 mai 1992Annexe II
- Lycaena helle - Cuivré de la bistorte
- Lycaena dispar — Cuivré des marais[4]
- Polyommatus eroides
- Polyommatus golgus

Directive habitats de la communauté européenne du 21 mai 1992Annexe VI espèces nécessitant une protection stricte, transposé en droit français par l'arrêté du 23 avril 2007 remplaçant celui du 22 juillet 1993
- Lycaena helle - Cuivré de la bistorte
- Lycaena dispar — Cuivré des marais
- Phengaris arion - l'azuré du serpolet
- Phengaris nausithous - l'azuré des palluds
- Phengaris teleius - l'azuré de la sanguisorbe[5]
- Polyommatus eroides
- Polyommatus golgus[6]

Protection nationale par arrêté du 23 avril 2007
- Phengaris alcon - l'azuré des mouillères
- Phengaris rebeli - l'azuré de la croisette[7].

Protection régionale, par exemple
- Cupido minimus, Cyaniris semiargus et Lysandra coridon en Poitou-Charentes[5]
- Satyrium w-album la thécla de l'orme, Glaucopsyche alexis l'azuré des cytises, Plebejus idas le moyen argus, Plebejus idas l'azuré des coronilles, Pseudophilotes baton l'azuré du thym, en Île-de-France [8].

Une espèce est considérée comme nuisible Cacyreus marshalli le brun des pelargonium